# جين شيلدون
جين شيلدون (بالإنجليزية: Gene Sheldon)‏ هو عازف بانجو وممثل أمريكي، ولد في 1 فبراير 1908 بكولومبوس في الولايات المتحدة، وتوفي في 1 مايو 1982 في الولايات المتحدة بسبب نوبة قلبية.

## أعمال

### مسلسلات
- زورو

## وصلات خارجية
- جين شيلدون على موقع IMDb (الإنجليزية)
- جين شيلدون على موقع ألو سيني (الفرنسية)
- جين شيلدون على موقع أول موفي (الإنجليزية)
- جين شيلدون على موقع قاعدة بيانات الأفلام السويدية (السويدية)
- جين شيلدون على موقع كينوبويسك (الروسية)